# Agnès Bénassy-Quéré
Agnès Bénassy-Quéré (* 15. März 1966) ist eine französische Ökonomin und Hochschullehrerin an der Université Paris 1 Panthéon-Sorbonne. Ihre Forschungsinteressen beinhalten das internationale Geldsystem, Wechselkurse und Wirtschaftspolitik. Bénassy-Quéré hat 2000 den begehrten Nachwuchsforscherpreis Prix du meilleur jeune économiste de France gewonnen und ist Mitglied des Cercle des économistes.

## Ausbildung
In 1987 beendete Bénassy-Quéré ihr Hauptstudium an der École supérieure de commerce de Paris (heute ESCP Europe), bevor sie 1992 einen Ph.D. an der Université Paris-Dauphine erwarb. Hiernach habilitierte sie 1995 an der Universität Cergy-Pontoise und promovierte 1996 in Volkswirtschaftslehre.

## Beruflicher Werdegang
Bereits während ihrer Doktorstudien arbeitete Bénassy-Quéré als Ökonom in der Abteilung für Wirtschaft und Finanzen beim Büro für Wirtschaftspolitik sowie Lehrassistent an der Université Paris-Dauphine (1991–1992). Anschließend arbeitete sie als Dozent an der Universität Cergy-Pontoise und als wissenschaftlicher Mitarbeiter am Centre d'Études Prospectives et d’Informations Internationales (CEPII) (1992–1996). Nach ihrer Promotion übernahm Bénassy-Quéré eine Professur an der Universität Lille II und wurde am CEPII zum wissenschaftlichen Beirat befördert. Ebenfalls dort war sie stellvertretende Direktorin (1999–2000 sowie 2004–2006), bevor sie schließlich von 2006 bis 2012 Direktor des CEPII wurde. 2001 wechselte Bénassy-Quéré an die Universität Paris X Nanterre, wo sie bis 2004 blieb. Parallel nahm sie eine Stelle als außerordentlicher Professor an der École polytechnique an, von der sie 2011 an die Universität Paris 1 Panthéon-Sorbonne in ihre gegenwärtige Stelle wechselte.

## Forschung
Agnès Bénassy-Quéré gehört gemäß der wirtschaftswissenschaftlichen Publikationsdatenbank IDEAS zu den forschungsstärksten Ökonomen der Welt und belegt derzeit Rang 1655 im Gesamtranking von IDEAS. Bénassy-Quérés meistzitierte Forschungsarbeit ist ein 2005 gemeinsam mit Maylis Coupet und Thierry Mayer geschriebener Artikel namens „Institutional Determinants of Foreign Direct Investment“. In diesem Artikel weisen die Autoren einen hohen Wirkungsgrad von Institutionen und institutioneller Effekte wie Bürokratie, Korruption, Information, Bankwesen, rechtsstaatliche Institutionen auf die Höhe von Auslandsdirektinvestitionen unabhängig vom BIP pro Kopf nach, aber auch den negativen Effekt von schwacher Kapitalkonzentration und starkem Kündigungsschutz. Bei den untersuchten bilateralen Auslandsinvestitionen finden die Autoren insbesondere, dass die Ähnlichkeit zwischen den Institutionen des Geber- und des Empfängerlandes eine entscheidende Rolle spielt.
Allgemein konzentriert sich Bénassy-Quéres Forschung auf internationalen Finanzwissenschaft, Geldtheorie und Zentralbank, die Makroökonomie offener Volkswirtschaften sowie allgemeine Makroökonomie und die europäischen Wirtschaft.

## Ehrungen und Auszeichnungen
- 2000: Prix du meilleur jeune économiste de France[3]
- 2010: Chevalier de l'Ordre national du Mérite
- 2013: Chevalier de la Légion d'honneur

## Mitgliedschaften
- Redaktion der Fachzeitschrift Économie Internationale (1996–1999)
- Commission Économique de la Nation (seit 1999)
- Vorstand der Association française des Sciences Économiques (1999–2007)
- Wissenschaftlicher Beirat des Netzwerks RIEF (Research in International Economics and Finance)
- Le Cercle des économistes (seit 2001)
- ECB Shadow Council (2005–2010)
- Wissenschaftlicher Beirat INSEE-CREST (seit 2010)

## Persönliches
Bénassy-Quéré besitzt die französische Staatsbürgerschaft, ist verheiratet und hat drei Kinder.